# Complejo de Formativas de Barcelona Sporting Club
Las instalaciones del Complejo de Formativas de Barcelona S.C., son los campos de entrenamiento de las formativas y el plantel femenino del Barcelona Sporting Club. También son utilizadas por las categorías inferiores de este club y acogen de manera ocasional los partidos oficiales como local el Toreros Fútbol Club. 
El complejo es propiedad municipal del Guayaquil a través de Inmobiliar por lo que Barcelona recibe en calidad de comodato, y consta de dos campos de iguales dimensiones sobre una superficie de unos 30 000 metros cuadrados. En medio de las dos canchas, tiene unas gradas a un fondo del campo. Las instalaciones están complementadas con varios vestuarios, y las oficinas administrativas de las Academias de Barcelona S.C.
No obstante, el equipo mantiene las pretensiones de trasladarse a un complejo mayor en Parque Samanes que incluiría, entre otras, una residencia para futbolistas y un polideportivo.